# Polygonia smythi
Polygonia smythi är en fjärilsart som beskrevs av Clark 1937. Polygonia smythi ingår i släktet Polygonia och familjen praktfjärilar. Inga underarter finns listade i Catalogue of Life.